# Aphodius biguttatus
Aphodius biguttatus (лат.) — вид пластинчатоусых жуков из подсемейства афодиин.
Имаго длиной 2,5—3,5 мм. Красные пятна на надкрыльях обычно расположены у вершин, но также очень мелки пятнышки могут присутствовать на плечевом бугорке. Промежутки надкрылий с чуть заметными мелкими точками.

## Синонимы
В синонимику вида входят следующие биномены:
- Phalacronothus biguttatus (Germar, 1824)
- Aphodius lutigradus Gistel, 1857[2]
- Aphodius rusticus Gistel, 1857[2]
- Scarabaeus sanguinolentus Panzer, 1797[2]